# Kenny Acheson
Kenneth »Kenny« Henry Acheson, britanski dirkač Formule 1, * 27. november 1957,  Cookstown, County Tyrone, Severna Irska, Združeno kraljestvo.

## Življenjepis
Debitiral je v sezoni 1983, ko je nastopil na sedmih dirkah, kvalificirati pa se mu je uspelo le na zadnjo dirko sezone za Veliko nagrado Južne Afrike, kjer je bil dvanajsti. V sezoni 1985 je nastopil še na treh dirkah, toda ni dosegel uvrstitve.

## Popolni rezultati Formule 1
(legenda) (odebeljene dirke pomenijo najboljši štartni položaj, poševne pa najhitrejši krog, †-uvrščen kljub odstopu)
| Leto | Moštvo                      | Šasija       | Motor           | 1   | 2    | 3   | 4   | 5   | 6    | 7    | 8   | 9      | 10      | 11      | 12      | 13      | 14     | 15     | 16  | Prv | Toč |
| ---- | --------------------------- | ------------ | --------------- | --- | ---- | --- | --- | --- | ---- | ---- | --- | ------ | ------- | ------- | ------- | ------- | ------ | ------ | --- | --- | --- |
| 1983 | RAM Automotive Moštvo March | March-RAM 01 | Cosworth V8     | BRA | ZZDA | FRA | SMR | MON | BEL  | VZDA | KAN | VB DNQ | NEM DNQ | AVT DNQ | NIZ DNQ | ITA DNQ | EU DNQ | JAR 12 |     | -   | 0   |
| 1985 | Skoal Bandit Formula 1 Team | RAM 03       | Hart Straight-4 | BRA | POR  | SMR | MON | KAN | VZDA | FRA  | VB  | NEM    | AVT Ret | NIZ DNQ | ITA Ret | BEL     | EU     | JAR    | AVS | -   | 0   |